# Kenaz Kaniwete
Kenaz Kaniwete (Kiribati, 28 marzo 2008) è un velocista gilbertese. Ha rappresentato Kiribati alle Olimpiadi di Parigi 2024, diventando l'atleta più giovane della competizione nell'atletica leggera, correndo la propria prima gara a 16 anni, 4 mesi e 6 giorni.

## Biografia
Nato nel piccolo stato insulare dell'Oceania, Kaniwete ha iniziato a correre con il sostegno della sorella maggiore Bereti, allenatrice di ping pong e collaboratrice dell'UNICEF per la realizzazione di progetti per il coinvolgimento nello sport di bambini abitanti le zone più remote del pianeta.
Ha partecipato nel 2023 ai XVII Giochi del Pacifico, l'evento multisportivo continentale per i paesi e i territori dell'Oceania, tenutosi ad Honiara, nelle Isole Salomone, dove è stato eliminato nelle batterie nei 100 metri e in semifinale nei 200 metri. Ha preso parte anche ai Campionati di atletica dell'Oceania U18 a Suva, Isole Figi, dove ha stabilito i suoi record personali di 11"35 nei 100 metri e 23.31 nei 200. Grazie a queste prestazioni si è qualificato per rappresentare la sua nazione nell'Atletica leggera maschile ai Giochi della XXXIII Olimpiade di Parigi, dove è stato eliminato nelle batterie, arrivando quinto migliorando il suo record personale a 11"29.
Ai Pacific Mini Games di Koror del 2025 si cimenta nei 100 e, per la prima volta in una competizione ufficiale, nei 400 metri, prendendo parte anche alle relative staffette. Nei 100 metri dalla propria batteria si qualifica come secondo alla semifinale grazie al tempo di 10"91 con vento a favore a 1,7 m/s, realizzando il suo primato personale e stabilendo il nuovo record nazionale riconosciuto dalla World Athletics. Non riesce poi a qualificarsi per la finale, giungendo terzo nel turno precedente con un tempi di 11"19. Stabilisce anche il record nazionale nei 400 metri, arrivando secondo in batteria con 50"25, non riuscendo però a qualificarsi per via delle regole della competizione che vedono ripescati i migliori tempi dei non vincitori, lasciando fuori di poco Kaniwete. Contribuisce nel centrare nuovi record nazionali anche nelle staffette 4×100 e 4×400. Nella prima, riesce a qualificarsi insieme ai compagni alla finale, dove concludono quarti con il tempo di 42"91, mentre nei 4x400 la compagine composta da Kaniwete, Tetoa Uaraoia, Caspar Annaua e Reita Kakianako ottiene il primo posto nella Finale 1 per gli stati più piccoli, concludendo con 3'27"04.
Ha affermato di ispirarsi a Usain Bolt.

## Palmarès
| Anno | Manifestazione     | Sede   | Evento      | Risultato   | Prestazione | Note                                                                                               |
| ---- | ------------------ | ------ | ----------- | ----------- | ----------- | -------------------------------------------------------------------------------------------------- |
| 2024 | Giochi olimpici    | Parigi | 100 m piani | Preliminare | 11"29       | Miglior prestazione nazionale under 18                                                             |
| 2025 | Pacific Mini Games | Koror  | 100 m piani | Semifinale  | 11"19       | |
| 2025 | Pacific Mini Games | Koror  | 400 m piani | Batteria    | 50"25       | Record nazionale · Miglior prestazione nazionale under 20 · Miglior prestazione nazionale under 18 |
| 2025 | Pacific Mini Games | Koror  | 4x100 m     | 4°          | 42"91       | Record nazionale                                                                                   |
| 2025 | Pacific Mini Games | Koror  | 4x400 m     | Semifinale  | 3'27"04     | Record nazionale                                                                                   |

## Record nazionali
Seniores
- 100 metri piani: 10"91 (+1,7 m/s) ( Koror, 4 luglio 2025)
- 400 metri piani: 50"25 ( Koror, 5 luglio 2025)
- Staffetta 4×100 metri: 42"91 ( Koror, 7 luglio 2025) (Tetoa Uaraoia, Caspar Annaua, Reita Kakianako, Keinaz Kaniwete)
- Staffetta 4×400 metri: 3'27"04 ( Koror, 4 luglio 2025) (Tetoa Uaraoia, Caspar Annaua, Reita Kakianako, Keinaz Kaniwete)

## Progressione

### 100 metri piani
| Stagione | Tempo | Luogo   | Data             |
| -------- | ----- | ------- | ---------------- |
| 2025     | 11"19 | Koror   | 4 luglio 2025    |
| 2025     | 10"91 | Koror   | 4 luglio 2025    |
| 2024     | 11"29 | Parigi  | 3 agosto 2024    |
| 2024     | 11"35 | Suva    | 4 giugno 2024    |
| 2023     | 11"43 | Honiara | 27 novembre 2023 |

### 200 metri piani
| Stagione | Tempo | Luogo   | Data             |
| -------- | ----- | ------- | ---------------- |
| 2024     | 23"31 | Suva    | 6 giugno 2024    |
| 2023     | 23"49 | Honiara | 30 novembre 2023 |
| 2023     | 23"61 | Honiara | 29 novembre 2023 |

### 400 metri piani
| Stagione | Tempo | Luogo | Data          |
| -------- | ----- | ----- | ------------- |
| 2025     | 50"25 | Koror | 5 luglio 2025 |